# Parafia św. Michała Archanioła w Piastowie
Parafia Świętego Michała Archanioła w Piastowie – rzymskokatolicka parafia należąca do dekanatu pruszkowskiego, archidiecezji warszawskiej, metropolii warszawskiej Kościoła katolickiego, w Piastowie, obsługiwana przez Zgromadzenie Salwatorianów.

## Historia
Parafia została erygowana w 1984. 

### Kościół parafialny
Obecny kościół parafialny pochodzi z lat 90. XX wieku. Mieści się przy ulicy Elizy Orzeszkowej.

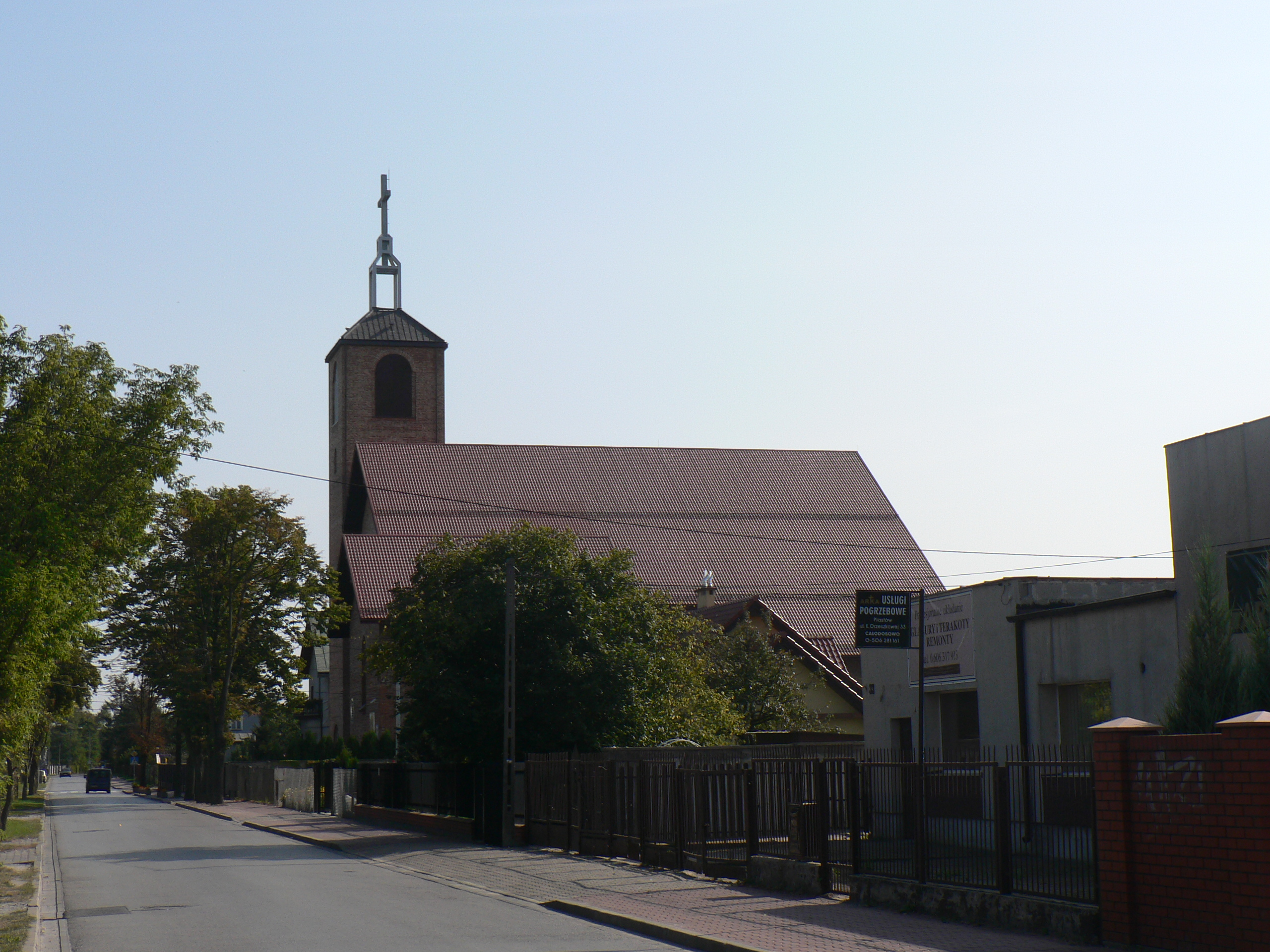
Kościół parafialny

## Księża pracujący w parafii

### Proboszczowie
- ks. Andrzej Mikołajczyk SDS (administrator) (1984-1985)
- ks. Czesław Gruszka SDS (1985-1993)
- ks. Jan Lubszczyk SDS (1993-2012)
- ks. Hubert Kaliszewski SDS (2012-2015)
- ks. Maciej Chwaraścianek SDS (2015-2023)
- ks. Dariusz Partyka SDS (2023-)

### Pozostali księża
- ks. Benon Hojeński SDS
- ks. Józef Kobos SDS (1981-1984)
- ks. Krzysztof Sobański SDS (1982-1983)
- ks. Leonard Czuchoński SDS (1982-1983)
- ks. Edward Seremet SDS (1983-1986)
- ks. Albert Poloczek SDS (1983-1987)
- ks. Krzysztof Świętoń SDS (1984-1986)
- ks. Adam Lehmann SDS (1985-1987) - wikariusz
- dk. Zbigniew Sadowski SDS (1986)
- ks. Marian Hajzyk SDS (1986-1992) - neoprezbiter
- ks. Andrzej Sulewski SDS (1986-1999)
- ks. Julian Bednarz SDS
- dk. Karol Skołucki SDS (1987)
- ks. Krzysztof Gębski SDS (1987-1988)
- ks. Tadeusz Wróblewski SDS (1987-1990)
- ks. Jerzy Madera SDS
- br. Józef Hajzyk SDS (1989-1992)
- br. Jerzy Barański SDS (1990-1992)
- ks. Eugeniusz Barczyk SDS (1992-1997)
- ks. Bogdan Pałka SDS (1992-1994) - wikariusz
- ks. Jerzy Gancarczyk SDS (1994-1998) - neoprezbiter
- br. Marek Miazda SDS
- ks. Franciszek Kot SDS
- dk. Robert Stachowicz SDS (1997)
- br. Jerzy Barański SDS
- ks. Zdzisław Tokarski SDS (1997-1999)
- ks. Daniel Banaszkiewicz SDS (1998-2001) - neoprezbiter
- ks. Mariusz Adamczyk SDS (1998)
- ks. Marek Jędrocha SDS - wikariusz
- ks. Waldemar Pszeniczny SDS (1999-2004) - wikariusz
- dk. Sebastian Szewczyk (2000)
- ks. Tadeusz Jarosz SDS (2000-2001)
- ks. Dariusz Basiaga SDS (2000)
- ks. Tomasz Kieroń SDS (2001-2003) - neoprezbiter
- ks. Janusz Cwynar SDS (2001-2003) - neoprezbiter
- ks. Piotr Demczuk SDS (2002-2008)
- ks. Tadeusz Sołtys SDS (2002-2003)
- ks. Henryk Łodziana SDS (2003-2010)
- dk. Jerzy Morański SDS (2003-2004)
- ks. Sławomir Noga SDS (2004-2006)
- ks. Piotr Sztajgli SDS (2004-2006)
- ks. Jan Grotkowski SDS (2006)
- ks. Tomasz Łosiewicz SDS
- ks. Dariusz Babula SDS
- ks. Jacek Łabęcki SDS
- ks. Hieronim Siwek SDS (2008-2018)
- ks. Paweł Wabik SDS (2008-2010)
- ks. Adam Ziółkowski SDS (2008-2009) - neoprezbiter
- dk. Jacek Kwieciński SDS (2008-2009)
- dk. Robert Wojewodzic SDS (2009-2011)
- ks. Artur Mieleszko SDS
- ks. Tomasz Sander SDS (2010-2014)
- ks. Maciej Figarski SDS (2010-2013)
- ks. Paweł Krężołek SDS (2010-2012) - wikariusz, neoprezbiter
- ks. Szymon Szepietowski SDS (2011-2013)
- ks. Szymon Kula SDS (2012-2014) - wikariusz, neoprezbiter
- ks. Andrzej Wacławek SDS
- ks. Krzysztof Ryżko SDS
- ks. Dawid Adamczak SDS
- ks. Tomasz Starużyk SDS (2014-2015)
- ks. Jacek Grucela SDS (2015-2020)
- ks. Tomasz Sałaga SDS (2015-2018)
- ks. Wojciech Kowalski SDS (2017-2018)
- ks. Wojciech Czarnota SDS
- ks. Mateusz Tomasiak SDS (2018-2020) - neoprezbiter
- ks. Dawid Dudek SDS (2018-2022)
- ks. Tadeusz Jarosz SDS (2019-2020)
- ks. Daniel Jamroży SDS (2020-2021)
- ks. Karol Koszyl SDS (2020-2022) - wikariusz
- ks. Józef Baron SDS (2021-2023)
- ks. Rafał Główczyński SDS (2021-
- ks. Przemysław Marszałek SDS (2022-2024)
- ks. Janusz Bola SDS (2023-
- ks. Damian Kokocha SDS (2024-2025) - wikariusz, neoprezbiter
- ks. Piotr Dymon SDS (2025-) - wikariusz
- ks. Konrad Nowak SDS (2025-)